# Saint-Christol-lès-Alès
 Saint-Christol-lès-Alès  es una población y comuna francesa, situada en la región de Languedoc-Rosellón, departamento de Gard, en el distrito de Alès y cantón de Alès-Ouest.

## Demografía
| 2025 | 2595 | 3304 | 3970 | 4973 | 5492 | 6002 | 6390 | 6617 | 6776 |
| Para los censos de 1962 a 1999 la población legal corresponde a la población sin duplicidades (Fuente: INSEE [Consultar]) |      |      |      |      |      |      |      |      |      |